# Менемени
Менемени (на гръцки: Μενεμένη) е град в Солунско, Егейска Македония, Република Гърция, част от дем Амбелокипи-Менемени, област Централна Македония с 14910 жители. Менемени е на практика северно предградие на Солун. Създаден е в 1922 година от бежанци от град Менемен, Смирненско, Турция.